# Robert Billwiller
Robert August Billwiller, född 2 augusti 1849 i Sankt Gallen, död 14 augusti 1905 i Zürich, var en schweizisk meteorolog.
Billwiller blev 1871 assistent vid observatoriet i Zürich och 1881 föreståndare för därvarande meteorologiska centralanstalt. Han inrättade 1882 en meteorologisk station på bergstoppen Säntis (2 500 m ö.h.). Han gjorde framstående undersökningar över Schweiz nederbördsförhållanden, föhn, åtskilliga stora dalars lokalvindar med mera. 
Bland hans skrifter märks det prisbelönade arbetet Kepler, der Reformator der Astronomie (1877).